# Arnold Stone
Arnold Vincent Stone (* 11. März 1910 in Revelstoke; † 24. November 2004 in Edmonton) war ein kanadischer Skispringer.

## Werdegang
Stone gehörte als Mitglied des kanadischen Skiteams zum Kader für die Olympischen Winterspiele 1932 in Lake Placid. Nachdem er beim ersten Sprung auf der Normalschanze des Intervale Ski Jumping Complex nach 61,5 Metern stürzte und nur Rang 33 belegte, konnte er sich nach einem Sprung auf 49 Meter im zweiten Durchgang noch auf den 29. Platz verbessern.